# NGC 2352
NGC 2352 је група звезда у сазвежђу Велики пас која се налази на NGC листи објеката дубоког неба.
Деклинација објекта је - 24° 2' 20" а ректасцензија 7h 13m 5,7s. Привидна величина (магнитуда) објекта NGC 2352 износи 13,1. NGC 2352 је још познат и под ознакама ESO 492-**5.